# Andrew Weatherall
Andrew James Weatherall (6 d'abril de 1963 – 17 de febrer de 2020) va ser un músic, DJ i compositor anglès. La seva carrera el va portar de ser un dels punxadiscos clau en el moviment acid house de finals dels anys 1980 a ser un mesclador de temes de Happy Mondays, New Order, Björk, The Orb, The Future Sound of London i My Bloody Valentine. El seu treball de producció a l'àlbum de Primal Scream, Screamadelica, afegint samplers, bucles i creant una revolucionària barreja de hard rock, house i rave, va ajudar el disc a guanyar el primer Premi Mercury Music de 1992 i a convertir-se en un dels àlbums més celebrats de la dècada de 1990.
Weatherall va morir el 17 de febrer de 2020 a l'Hospital Whipps Cross University de Londres, amb 56 anys. La causa va ser una embòlia pulmonar.

## Discografia

### Àlbums d'estudi
- A Pox on the Pioneers (2009)[4]
- Ruled by Passion, Destroyed by Lust (2013) (amb Timothy J. Fairplay, com the Asphodells)
- The Phoenix Suburb (and Other Stories) (2015) (amb Nina Walsh, com the Woodleigh Research Facility)
- Convenanza (2016)
- Qualia (2017)

### Recopilatoris
- Nine O'Clock Drop (2000)
- Machine Funk Specialists (2002)
- From the Bunker (2004)
- Fabric 19 (2004)
- Sci-Fi-Lo-Fi Vol. 1 (2007)
- Watch the Ride (2008)
- Andrew Weatherall vs the Boardroom (2008)
- Andrew Weatherall vs the Boardroom Volume 2 (2009)
- Masterpiece (2012)
- Consolamentum (2016)

### EP
- The Bullet Catcher's Apprentice (2006)
- Kiyadub (2017)
- Merry Mithrasmas (2017)
- Blue Bullet (2018)

### Single
- "Unknown Plunderer" / "End Times Sound" (2020)